# Глутница
Глутница е група хищни животни от един и същ биологичен вид, по изключение и повече от един вид, които се движат заедно, хранят се заедно и живеят заедно (вълци, чакали, лисици и т.н.).
Глутница формират както дивите, така и одомашнените животни (кучета). Глутницата е временно групиране на животните с цел защита или намиране на плячка при тежки условия (зима, суша). Когато са в глутница, те имат склонност да стават агресивни и да нападат човека, което по принцип им е непривично. В глутницата има също така йерархия, начело на която стои водачът на стадото.